# 服部克久
服部克久（1936年11月1日—2020年6月11日），日本男性作曲家、編曲家。東京出身，血型B型。

## 來歷、人物
國民榮譽獎得獎的作曲家服部良一的長男。小時候就接受音樂的英才教育。成蹊中等學校、高等學校畢業後，到巴黎國立高等音樂舞蹈學院留學，學習和聲、賦格及對位法。同一所學校的音樂院畢業。歸國時正是戰爭後電視復興的開始。叔母是寶塚歌劇團畢業生歌手服部富子，兒子服部隆之則是作曲家。
日本音樂作家團體協議會（FCA）、日本作编曲家协会（JCAA）會長，東京音樂大學客座教授。
2020年6月11日，服部克久在東京都一所醫院因末期腎衰竭於早上8時42分病逝。

## 參與作品

### 動畫
- 湯姆歷險記（1980年）
- 愛的教育（1981年）
- 狗狗三劍客（1981年－1982年）
- 小時候（1982年）
- 北斗神拳 (劇場版)（1986年）
- 舊約聖書物語
- 無家可歸的孩子蕾米（1996年）
- 星界的紋章（1999年）
- 星界的斷章（2000年－2005年）
- 無限的未知（1999年）
- 沉默的未知（2000年）

### 廣播劇
- 光速エスパー（1967年）
- 同心部屋御用帳 江戸の旋風系列（1975年，富士電視台）
- 兄弟刑事（1977年，富士電視台）
- 江戸の渦潮（1978年，富士電視台）
- 江戸の激斗（1979年，富士電視台）
- 若葉（2004年－2005年，NHK晨間小說連續劇）

### 電視
- TBS系列
  - 《日曜特集・新世界紀行》主題曲《自由の大地》
  - 《ZONE》主題曲《Friends, Love, Believing》
  - 《ふるさと讃歌》主題曲《夏は緑》
  - 《わくわく動物ランド》主題曲《5月の草原は愛に包まれて》
  - 《ニューイヤー駅伝》片頭曲《美しきランナー》
  - 《愛の劇場 うらぎり》主題曲《もう一度 Yesterday》
  - 《レディレディ!》片頭曲《Lady》
  - 《The Best Ten》主題曲
  - 《クイズ100人に聞きました》主題曲
- TBS BS-i《東ローマ帝国》主題曲《帝国に陽は昇りて》
- CX系列
  - 《ピンポンパン》主題曲
  - 《とんねるずのみなさんのおかげでした》片尾曲《喜望峰への道》
  - 《カノッサの屈辱》片頭曲與片尾曲《夕陽》
  - 《FNNスピーク》主題曲（1992年－1997年）
  - 《FNSの日》フジテレビ新人アナ披露
- NTV系列《ごちそうさま》主題曲《Bon Appetit》
- ANB系列《新・御宿かわせみ》主題曲《ロータス・ドリーム》

### 電影
- 《遊星王子》
- 《内海の輪》
- 《愛と死を見つめて》
- 《青い山脈》
- 《今は踊ろう》
- 《幸福号出帆》
- 《聯合艦隊》
- 《竹久夢路物語》
- 《新・極道の妻たち》
- 《尼羅河》
- 《不撓不屈》

### 其他主題曲
- サントリーレッドのBGM《花想い》《春雷》（1977年－1987年）
- 福島競馬場、新潟競馬場で使用されるファンファーレ（1987年－）
- オークワからのごあいさつ（スーパーマーケットオークワテーマソング）
- 岐阜縣白川町印象曲
- 再春館製薬所企業印象曲《THE SPRING OF LIFE》
- 廣島「海と島の博覧会」的主題曲《THE SEA》
- 岩手縣花卷市市民之歌

### 編曲
- 佐田雅志、山下達郎、竹內瑪莉亞樂曲的編曲、弦樂器的編曲
- THE ALFEE弦樂器的編曲

## 主要活動

### 演奏會、活動
- 1980年：山口百惠引退演奏會音樂監督與指揮。

### 製作
- ミュージックフェア（富士電視台系列）
- 日本唱片大獎（TBS電視）
- ピアノでポップスを（NHK）

## 電視演出
- 笑っていいとも!（テレフォンショッキング・ゲスト，1984年、1993年，富士電視台）
- 徹子の部屋（2007年，與兒子服部隆之一起演出，朝日電視台）
- はなまるマーケット（2009年，與兒子服部隆之一起演出，TBS）
- ボクらの時代（2009年，與兒子服部隆之一起演出，富士電視台）

## 外部連結
- （日語） 服部克久ホームページ （页面存档备份，存于）